# 什利亚霍沃农村居民点
什利亚霍沃农村居民点（俄语：Шляховское сельское поселение）是俄罗斯联邦别尔哥罗德州科罗恰区所属的一个农村居民点。其下辖有6个居民点，行政中心为什利亚霍沃。据2016年统计，该农村居民点的人口为546人。